# Мементо (филм)
Мементо (енгл. Memento) је амерички  психолошки трилер из 2000. године у режији Кристофера Нолана, снимљен по краткој причи Memento Mori Нолановог млађег брата Џонатана.
Мементо је премијерно приказан 5. септембра 2000. године на филмском фестивалу у Венецији. Филм је добио бројне похвале од стране критичара и публике и добитник је бројних признања, укључујући и Оскара за најбољи сценарио и најбољу монтажу.

## Радња
Филм прати поглед на свет из гледишта Леонарда Шелбија, који је у покушају да спречи убиство своје супруге задобио тешку повреду главе, што је резултовало појавом антероградне амнезије. Леонард је због тога у немогућности формирати нова сећања и сећа се само догађаја који су се догодили пре него што је задобио повреду. У настојању да упамти садашње догађаје води белешке, снима фотографије Полароидом и тетовира се најважнијим чињеницама које мора упамтити. Леонардов циљ је осветити се човеку који је силовао и убио његову жену и због тога бележи све податке који би га могли довести до њега.
Пре задобијене повреде, Леонард је био сналажљиви детектив осигуравајуће куће и имао је способности да препозна људе који лажу. Његов први већи случај био је онај са Самјyелом Јанкисом, жртвом губитка краткорочног памћења. Користећи серију наизглед једноставних тестова базираних на инстинкту, а не памћењу, Леонард је дошао до закључка да Самјуел лажира свој губитак памћења, те му је онемогућено добијање осигурања. Након тог догађаја, Самјуелова супруга, која је била дијабетичарка, из веровања да је његово стање душевно и да га може ослободити или из настојања да почини самоубиство, тражила му је више пута у размацима од неколико минута да јој да инјекцију инсулина. Будући да није био у могућности упамтити догађаје од пре неколико минута, Самјyел ју је предозирао инсулином од којег умире.
Када је Леонард постао жртва истог поремећаја, схвата да је Самјyел заправо, настојећи се сетити, лажирао израз препознавања приликом сусрета с особама за које је веровао да их познаје.
Када Леонард исприча причу о Самјyелу, у филму се појављује полицајац по имену Теди, коме је додељен случај истраживања смрти Леонардове супруге и који се и спријатељи с њим. Леонард му помаже у настојању да пронађе убицу, о коме је успео да сазна само да се зове Џон Г.
На крају филма, Леонард помисли да је успео у својој освети, али убрзо сазнаје да је Теди њиме манипулисао. Наиме, човек кога је Леонард убио био је дилер дроге Џими Грац, а Теди је од тога желео извући властиту корист и узети Џимијев скупоцени Јагуар са 200 хиљада долара у гепеку.
У тој сцени, Теди каже Леонарду да ће му испричати целу причу. Тада говори да је Леонард заправо убио правог Џона Г. пре неколико година, а и много других људи с тим именом. Међутим, Џон Г. није био одговоран за убиство његове супруге, већ само њено силовање, а Леонард је заправо сам био крив за њену смрт. Она је преживела напад, али фрустрирана његовим стањем предозирала се инсулином који јој је он давао. Теди тврди да Самјуел није имао супругу, те да је Леонард своју причу преточио у Самјуелову.
Леонард одбија веровати у то и настоји што пре заборавити шта му је Теди рекао, што му с обзиром на његово стање не представља велики проблем. Пре него што заборави, Леонард уписује "Не веруј његовим лажима" на Тедијеву фотографију и ставља себи у подсетник да мора утетовирати број регистрационе ознаке Тедијевог аутомобила. Тада закључује да сви људи заправо заваравају сами себи, а он се разликује по томе што је свестан свог самозаваравања. Узима Џимијев аутомобил и вози се до салона за тетовирање како би утетовирао број таблица Тедијевог аутомобила као једну од чињеница.
Након тога, у џепу одеће коју је узео од Џимија када га је убио, проналази поруку од његове девојке Наталије и одвози се у Џимијевом аутомобилу и одећи до кафића у којем она ради. Када јој каже за свој поремећај, она одлучи да провери има ли у његовој причи истине. Уверивши се да је доиста тако, одлучује да га искористи како би се решила човека који се зове Дод.
Леонард је заокупљен решавањем загонетке коју је створио, али сматра да треба помоћи Наталији. Након потере с Додом, завршава у његовој хотелској соби. Леонард хвата Дода и ставља га у ормар завезаних руку и с лепљивом траком преко устију. Следећег јутра се буди у истој соби и проналази Дода не сећајући се догађаја из претходне вечери. Убрзо долази Теди и у паници натера Дода да седне у свој аутомобил и одвезе се из града.
Пошто сазнаје да је Дод отишао, Наталија одлучује да Леонарду открије ко је власник возила с регистарском ознаком коју је видео на Тедовом аутомобилу. Леонард се изненађује када сазнаје да је Тедијево право име Џон Едвард Гамел, односно Џон Г, па га убија и то је сцена којом почиње филм.

## Улоге
| Глумац               | Улога              |
| -------------------- | ------------------ |
| Гај Пирс             | Леонард Шелби      |
| Кери-Ен Мос          | Натали             |
| Џо Пантолијано       | Теди               |
| Марк Бун Млађи       | Берт               |
| Стивен Тоболовски    | Семи               |
| Џорџа Фокс           | Леонардова супруга |
| Харијет Сансом Харис | гђа. Џенкис        |
| Калум Кит Рени       | Дод                |

## Занимљивости
- Снимање филма трајало је 25 дана.
- Тедијев број телефона, 555 0134, једнак је као и онај Марле Сингер у филму Борилачки клуб.
- Салон за тетовирање назван је према супрузи редитеља и сценаристи Кристофера Нолана, Ејми Томас, која је уједно и помоћни продуцент филма.
- У једном тренутку може се видети бела Хонда Сивик паркирана поред Леонардовог Јагуара на паркингу испред мотела. То је аутомобил редитеља и сценаристе Кристофера Нолана.